# 8 Pułk Dragonów (austro-węgierski)

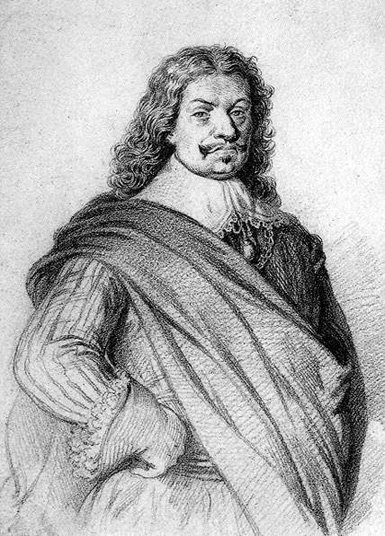
Graf Montecúccoli - patron pułku

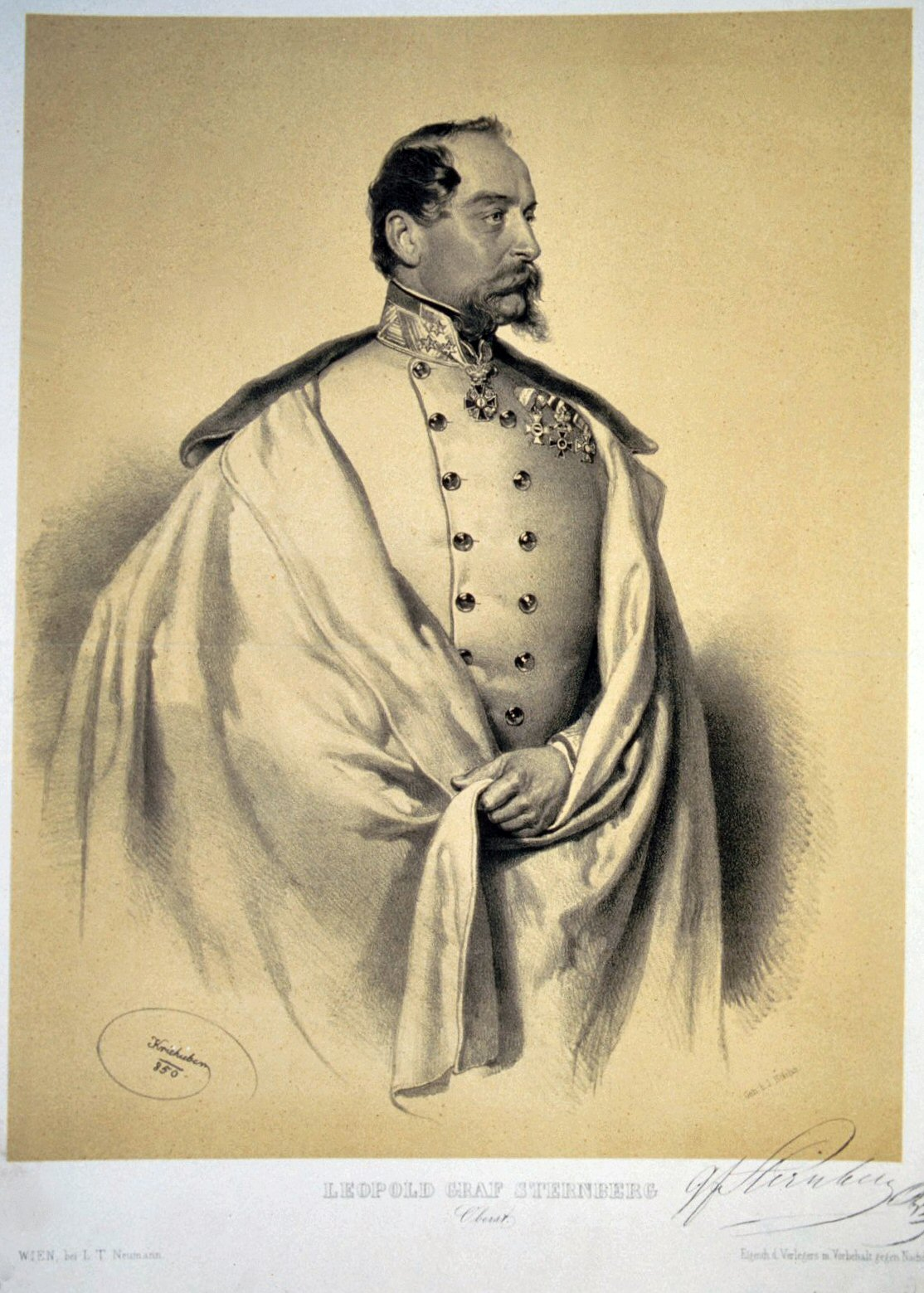
GdK Leopold von Sternberg

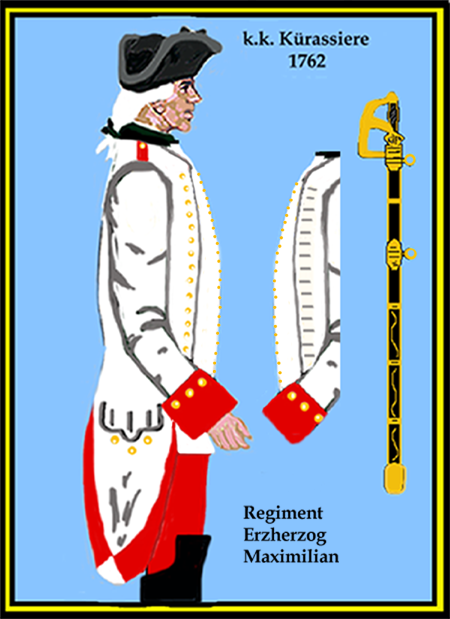
Umundurowanie Pułku Kirasjerów arcyksięcia Maksymiliana w 1762 roku

(Czeski) Pułk Dragonów Grafa Montecuccoli Nr 8 (DR. 8) – pułk kawalerii cesarskiej i królewskiej Armii.

## Historia pułku
Pułk utworzony został w 1618 roku.
Swoje święto pułk obchodził 5 czerwca w rocznicę marszu na Hofburg w 1619 roku.
Tego dnia Ferdynand przyjął na audiencji w Hofburgu przedstawicieli wiedeńskich ewangelików, którzy zażądali potwierdzenia swoich praw. Ferdynand znajdując się sam na sam z uzbrojonymi protestantami odmówił ich żądaniom. W tym krytycznym momencie na pomoc Ferdynandowi przybyły cztery kompanie kirasjerów Dampierre’a. Dzień później pod mury Wiednia dotarła czeska armia powstańcza, było już jednak za późno, ponieważ wraz z przybyciem kirasjerów sytuacja w Wiedniu przechyliła się na korzyść katolików.
W 1620 roku regiment został przeformowany w Pułk Arkebuzerów, trzy lata później przeszedł reorganizację, a w 1626 roku został przemianowany na Pułk Kirasjerów. W 1679 roku oddział przeszedł kolejną reorganizację. W 1798 roku został przemianowany na Pułk Kirasjerów Nr 8 (niem. Kürassier-Regiment Nr. 8), a 1 października 1867 roku na Pułk Dragonów Nr 8.
W 1888 roku pułk otrzymał „na wieczne czasy” imię generała porucznika i marszałka polnego grafa Raimondo Montecuccoli.
W 1889 roku pułk stacjonował Pardubicach (niem. Pardubitz) i wchodził w skład 9 Brygady Kawalerii, natomiast kadra zapasowa stacjonowała w Hradec Králové (niem. Königgrätz). W 1896 roku kadra zapasowa została przeniesiona do Pardubic.
W 1900 pułk został przeniesiony na terytorium 10 Korpusu (sztab pułku i 1. dywizjon do Przemyśla, 2. dywizjon do Radymna) i włączony w skład 5 Brygady Kawalerii. Kadra zapasowa pozostała w Pardubicach na terytorium 9 Korpusu, z którego pułk nadal otrzymywał rekrutów.
W 1910 sztab pułku razem z 1. dywizjonem został przeniesiony do Jarosławia. 2. dywizjon pozostał w koszarach w Radymnie, a kadra zapasowa w Pardubicach. Dyslokacja i podporządkowanie pułku nie uległo zmianie do 1914 roku.
Żołnierze nosili wyłogi szkarłatne, guziki złote.

## Skład etatowy
- Komenda
- dwa dywizjony po trzy szwadrony po 117 dragonów
- szwadron zapasowy
- pluton pionierów
- patrol telegraficzny

Stan etatowy: 37 oficerów i 874 podoficerów i dragonów.

## Szefowie pułku
Kolejnymi szefami pułku byli:
- GFWM(inne języki) Heinrich Duval von Dampierre(inne języki) (1619 – †9 X 1620[10]),
- FM arcyksiążę Maksymilian (1761 – 1780),
- GdK Friedrich Anton von Hohenzollern-Hechingen(inne języki) (1780 – †26 II 1812),
- książę Prus Karol (1848 – †21 I 1883),
- GdK Leopold von Sternberg(inne języki) (1883 – †21 IX 1899[11]).

Drugimi szefami pułku byli:
- GdK Friedrich Anton von Hohenzollern-Hechingen (1775–1780).

## Żołnierze
Komendanci pułku
- płk Eduard Karger ( – 1890 → komendant 20 Brygady Kawalerii)
- płk Joseph Bayer von Bayersburg (1890 – 1896 → komendant 5 Brygady Kawalerii)
- płk Alphons Montecuccoli Polinago (1896 – 1899 → urlopowany)
- ppłk / płk Ottokar Pizzighelli (1899 – )
- płk Ludwig Vetter ( – 1909)
- płk Viktor Bauer von Bauernthal (1909 – 1914[1])

Oficerowie
- rtm. Samuel Rozwadowski († 1915)
- por. Edmund Szeparowycz